# Догмен: Пушистая справедливость
«До́гмен: Пуши́стая справедли́вость» (англ. Dog Man) — американский анимационный супергеройский комедийный фильм, основанный на серии детских графических романов «Догмен» за авторством Дэйва Пилки. Созданный киностудией DreamWorks Animation и выпущенный компанией Universal Pictures, проект является спин-оффом мультфильма «Капитан Подштанник: Первый эпический фильм» (2017). Режиссёр и сценарист картины — Питер Хастингс, он же озвучил главную роль. Также в озвучке принимали участие Пит Дэвидсон, Лил Рел Хауэри, Айла Фишер, Поппи Лю, Стивен Рут, Билли Бойд и Рики Джервейс.
В декабре 2020 года DreamWorks объявила о создании экранизации «Догмена», которую поставит Хастингс. В январе 2024 года продюсером проекта стала Карен Фостер, а в сентябре стал известен актёрский состав.
Мировая премьера мультфильма «Догмен: Пушистая справедливость» состоялась 15 января 2025 года на Кинофестивале в Альп-д’Юэз, а в американский прокат он вышел 31 января 2025 года. Картина получила положительные отзывы от критиков.

## Сюжет
Злобный рыжий кот по имени Пити постоянно терроризирует город Окей. В один из дней он закладывает бомбу на крыше здания, намереваясь его взорвать. Знаменитый полицейский офицер Рыцарик и его пёс Грег прибывают на место, чтобы обезвредить бомбу, однако она взрывается, уничтожая голову Рыцарика и тело Грега. Хирургам удаётся их спасти, пришив голову пса к телу человека и создав гибрида, получившего имя Догмен (англ. Dog Man).
Догмен узнаёт, что в его отсутствие его девушка нашла себе нового парня, продала дом и съехала. Он покидает свой старый дом, забрав с собой теннисный мяч, с которым Грег и Рыцарик любили играть, и переезжает в будку за городом. Догмен заслуживает доверие горожан, многократно арестовывая Пити, который становится его заклятым врагом.
После ряда побегов из тюрьмы Пити решает заказать по Интернету аппарат для клонирования, решив, что с несколькими копиями себя ему будет легче победить Догмена. Аппарат создаёт клона Пити, однако это оказывается маленький невинный котёнок, которого тот называет Малышом Пити (англ. Lil Petey). Пити пытается научить котёнка быть злым, но Малыша Пити больше интересует веселье. После того как Малыш Пити случайно срывает план Пити по краже трупа Плавничка (англ. Flippy), злобной рыбки с телекинетическими способностями, и его воскрешения с помощью «оживляющего спрея», Пити сажает котёнка в коробку и бросает его на улицах города. Позднее Плавничок всё же воскресает после того, как работники Фабрики оживляющего спрея случайно протыкают трубу его металлической клешнёй. Вследствие распыления спрея по всей территории фабрики оживает и само здание.
В своём логове Пити натыкается на книжку с картинками, нарисованную Малышом Пити, изобразившим котов как семью. Узнав от своей бывшей помощницы, что Малыша Пити забрал себе Догмен, он с помощью робота 80-HD похищает котёнка во сне. Пити рассказывает Малышу Пити о том, как в детстве его бросил отец. Надеясь его подбодрить, Малыш Пити с помощью 80-HD выслеживает отца Пити, ныне уже пожилого кота, которого котёнок называет «Дедулей». Он приводит кота в логово Пити, где Дедуля сразу же начинает унижать сына. Понимая, что его отец за все эти годы так и не изменился, Пити берёт с собой Малыша Пити и в очередной раз собирается уничтожить Догмена с помощью танка в виде белки.
Догмен сражается с Пити и арестовывает его, но внезапно появляются Плавничок и ожившее здание фабрики, а после оживают и некоторые другие здания в городе. После боя против гигантского робота в виде почтальона, управляемого Догменом, Плавничок пытается схватить Малыша Пити (в котором распознаёт «добряка»), но вместо него забирает Пити, забравшегося в робота 80-HD вместо котёнка. Рыба доносит Пити до вулкана и собирается сбросить его прямо в жерло. Вовремя прибывшим Догмену и Малышу Пити удаётся заставить Плавничка усомниться в правильности своих убеждений, но из-за этого рыба теряет свои способности, и Пити падает в вулкан. Догмен жертвует своим теннисным мячом, стреляя им из танка в Пити, чтобы тот упал не в лаву, а на землю.
Позднее Пити возвращает Малыша Пити Догмену, а по дороге домой срывает одуванчики, которые ранее называл «сорняками», и ставит их в найденную бутылку.

## Роли озвучивали
- Питер Хастингс — Догмен (или «человек-пёс»), гибрид пса и офицера полиции, созданный хирургическим путём после того, как к телу тяжело раненого офицера Рыцарика была пришита голова его пса Грега (также озвученных Хастингсом). Как и в книгах-первоисточниках, Догмен не разговаривает, а Хастингс озвучивает звуки, которые персонаж издаёт.
- Пит Дэвидсон — Пити, умный и высокомерный рыжий кот, архивраг Догмена и самопровозглашённый «самый злобный кот на свете»[6][7]
- Лукас Хопкинс Калдерон — Малыш Пити, добрый клон Пити, приёмный сын и напарник Догмена
- Лил Рел Хауэри — Шеф, вспыльчивый шеф полиции и начальник Догмена[6][7]
- Айла Фишер — Сара Безшляпов, журналистка[7]
- Билли Бойд — Шеймус, оператор Сары[7]
- Рики Джервейс — Плавничок, рыба с телекинетическими способностями[7]
- Стивен Рут — Дедуля, отец Пити[7]
- Поппи Лю[англ.] — Батлер, бывшая помощница Пити[7]
- Шери Отери — мэр города Окей, регулярно отчитывающая Шефа и Догмена за их работу
- Мелисса Вильясеньор[англ.] — риелтор, продавшая дом офицера Рыцарика после его смерти

Кроме того, на экране появляются Джордж Бирд и Гарольд Хатчинс, которые внутри вселенной мультфильма создали персонажей Догмена и Капитана Подштанника; у Джорджа роль без слов, в то время как Гарольда озвучила Келли Стейблс. В мультфильме «Капитан Подштанник: Первый эпический фильм» (2017) персонажа озвучил Томас Миддлдитч.

## Создание

### Разработка
9 декабря 2020 года студия DreamWorks Animation объявила о создании супергеройского комедийного мультфильма, основанного на серии книг «Догмен» за авторством Дэйва Пилки. Режиссёром проекта стал Питер Хастингс, ранее работавший над другой экранизацией произведений Пилки, а именно над мультсериалом «Эпические истории Капитана Подштанника» (2018—2020). 29 января 2024 года, после объявления даты премьеры, DreamWorks объявила о назначении на должность продюсера мультфильма Карен Фостер.
С выходом трейлера 17 сентября 2024 года стало известно, что в актёрский состав мультфильма вошли Пит Дэвидсон, Лил Рел Хауэри, Айла Фишер, Поппи Лю, Стивен Рут, Билли Бойд и Рики Джервейс.

### Анимация
6 октября 2023 года появилась информация о том, что премьера мультфильма состоится в 2025 году и что за анимацию проекта будет отвечать студия-партнёр (причём этот партнёр — не Sony Pictures Imageworks, которая уже была занята работой над картиной «Плохие парни 2»).
В отличие от мультфильма «Капитан Подштанник: Первый эпический фильм» (2017), за анимацию которого отвечали студии Mikros Image и Technicolor Animation Productions, «Догменом» занималась Jellyfish Pictures, которая работала над такими проектами DreamWorks, как «Как приручить дракона: Возвращение» (2019) и «Спирит Непокорный» (2021), а также помогала при создании картин «Босс-молокосос 2» (2021), «Плохие парни» (2022) и «Кунг-фу панда 4» (2024). Художник-постановщик мультфильма — Нейт Регг.

### Музыка
Музыку к мультфильму написал Том Хоу.

## Маркетинг
В мае 2024 года компания Jakks Pacific и её подразделение Disguise заключили с Дэйвом Пилки контракт, согласно условиям которого компании будут производить игрушки и костюмы на основе мультфильма и книг. Официальный трейлер картины вышел 17 сентября 2024 года.

## Премьера
Мировая премьера мультфильма «Догмен: Пушистая справедливость» состоялась 15 января 2025 года на Кинофестивале в Альп-д’Юэз. Картина вышла в американский прокат 31 января 2025 года. В странах СНГ премьера состоялась на день раньше — 30 января.
В рамках 18-месячного соглашения с Netflix в течение первых четырёх месяцев после проката в кинотеатрах мультфильм будет доступен на стриминговом сервисе Peacock по технологии «pay-TV window», на следующие десять месяцев перейдёт на Netflix, а на оставшиеся четыре вернётся на Peacock.

## Восприятие

### Кассовые сборы
В США и Канаде «Догмен: Пушистая справедливость» вышел в прокат в один день с фильмами «Компаньон» и «Настоящий герой». Согласно прогнозам, в свой дебютный уик-энд мультфильм должен был заработать $ 20—30 млн в 3800 кинотеатрах, однако некоторые аналитики заявляли о том, что картина может собрать и $ 40 млн. В первый день проката мультфильм собрал $ 11,1 млн с учётом $ 1,36 млн, заработанных в четверг. Он показал второй лучший старт для мультфильма, выпущенного в январе, после ленты DreamWorks Animation «Кунг-фу панда 3» (2016; $ 41,9 млн), а также стал третьим подряд проектом той же студии, возглавившим прокат в день премьеры (предыдущими были «Кунг-фу панда 4» и «Дикий робот»). Экзитполы показали, что 45 % зрителей пошли на мультфильм, потому что сочли его «забавным» и «интересным», а треть людей купили билеты, поскольку являлись поклонниками первоисточника. В премьерные выходные 52 % зрителей составили мужчины, причём 70 % из них — лица младше 35 лет; доля с продаж билетов на сеансы в премиальных форматах составила 22 %.

### Отзывы критиков
По данным агрегатора Rotten Tomatoes, 
78 % из 60 обзоров были положительными, со средней оценкой 6,4 из 10. Сайт обобщает мнения критиков так: «Перенося на экран созданного Дэйвом Пилки неистового и неуёмного пса, „Догмен: Пушистая справедливость“ придётся по душе детям, пока их родители будут грызть косточку». На Metacritic средневзвешенная оценка мультфильма составляет 64 балла из 100 на основе 16 рецензий, что соответствует критерию «в основном положительные отзывы». Зрители, опрошенные для CinemaScore, дали картине среднюю оценку «A» по шкале от «A+» до «F».